# Castello del Catajo
Il castello del Catajo è un monumentale edificio di 350 stanze, considerato la reggia dei Colli Euganei; fu costruito a partire dal XVI secolo da Pio Enea I Obizzi presso Battaglia Terme, in provincia di Padova.
Ampliato dalla stessa famiglia nel '600 e '700, venne in seguito trasformato in reggia ducale dalla famiglia Asburgo-Este, duchi di Modena e Reggio, e infine eletto residenza di villeggiatura degli Asburgo, imperatori d'Austria. Il castello è ancora oggi di proprietà privata e aperto al pubblico con funzione museale.

## Storia

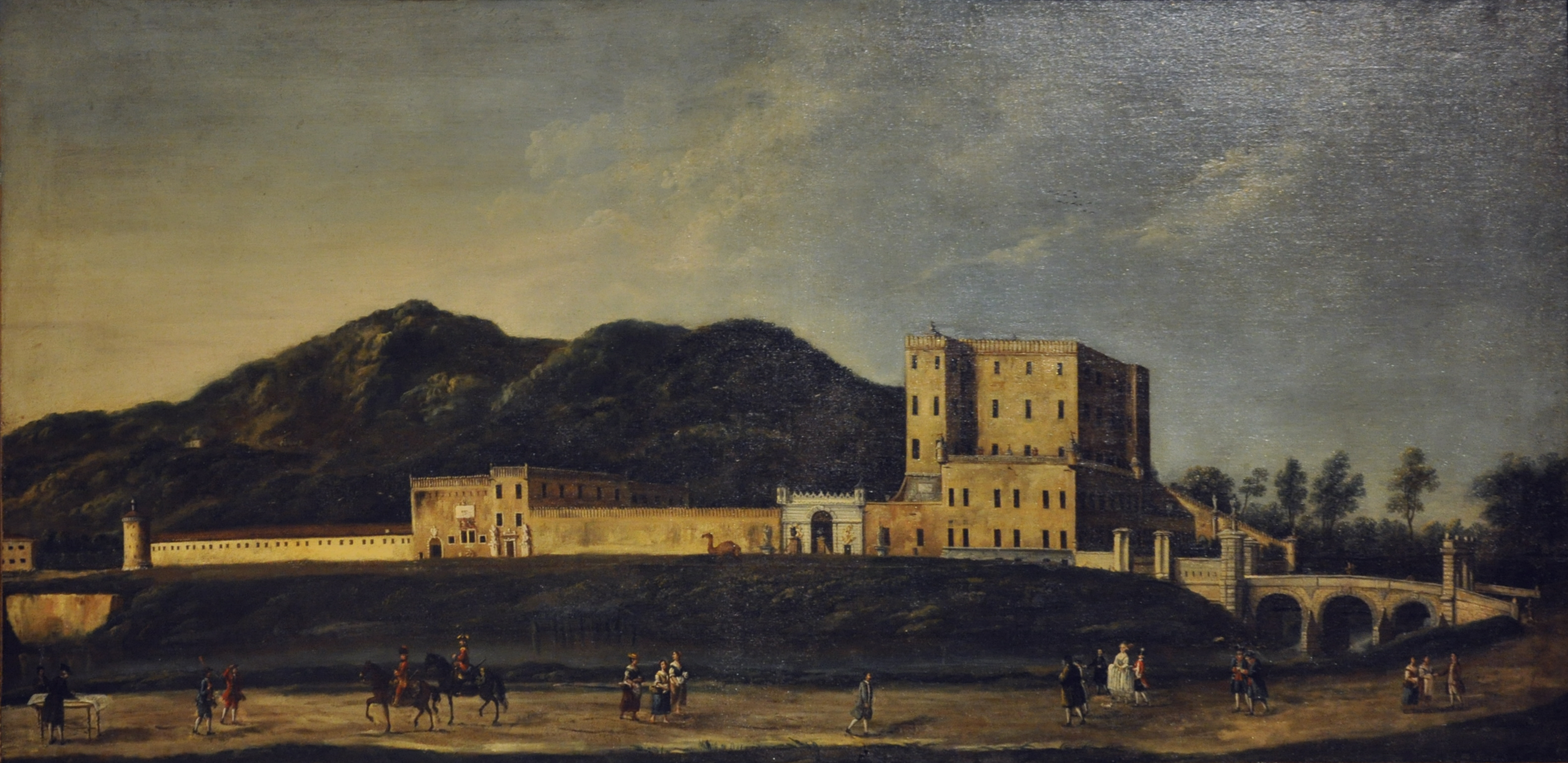
Il castello nel XVIII secolo

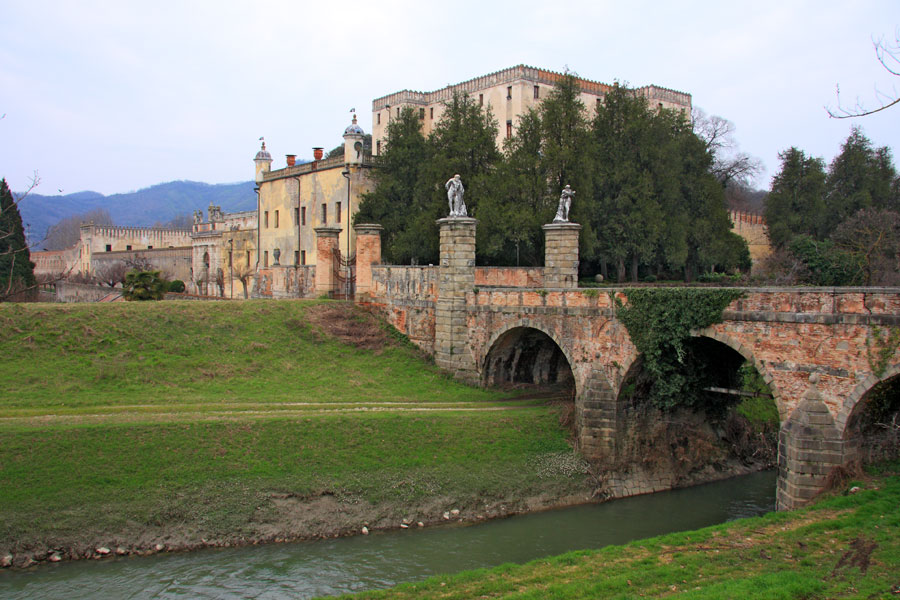
Vista esterna del complesso

La famiglia Obizzi, di origine borgognona, giunse in Italia con il capostipite Obicio I, capitano di ventura, al seguito dell'imperatore Arrigo II, nel 1007. Stabilitasi inizialmente a Lucca, si spostò in seguito nel territorio della repubblica di Venezia.
Il primo edificio ad essere costruito fu la "Casa di Beatrice", iniziale nucleo del castello, edificata probabilmente tra la fine del XV e l'inizio del XVI secolo come casa di villeggiatura estiva di Beatrice Pio Da Correggio, donna letterata, che nella Ca' sul Tajo accoglieva uno dei più importanti salotti letterari dell'epoca.
Pio Enea I Obizzi (dal quale prese il nome l'obice) nel 1570 decise di ampliare la struttura per renderla adeguata alla gloria della famiglia, costruendo quello che oggi viene chiamato il Castel Vecchio. Secondo alcune fonti, esso fu ideato dallo stesso Obizzi, ma più probabilmente la progettazione fu affidata all'architetto Andrea da Valle. L'edificio venne costruito in soli tre anni, tra il 1570 e il 1573; la parte alta si deve invece ad un'aggiunta del XIX secolo.
L'origine del nome è andata perduta: si ritiene che non derivi da Catai (denominazione con cui veniva indicata la Cina nel Medioevo), ma piuttosto che faccia riferimento a una "Ca' Tajo", cioè "tenuta del taglio", con possibile riferimento allo scavo del Canale di Battaglia, che tagliò a metà molti appezzamenti agricoli. L'edificio appare come un ibrido tra un castello militare e una villa principesca, indubbiamente per volere stesso del committente, che pensò il Catajo come una grande macchina di rappresentanza, dove intrattenere ospiti da tutta Europa con feste, balli e rappresentazioni teatrali.
All'inizio erano previste pitture solo nei muri esterni (ora scomparse), ma nel 1571 l'Obizzi chiamò Giovanni Battista Zelotti (collaboratore di Paolo Veronese) ad affrescare i muri interni con le gesta della sua famiglia, dando vita ad uno tra i primi cicli di affreschi autocelebrativi del nord Italia e tra i più importanti del Rinascimento in villa. In quaranta riquadri, che si avvicendano in sei diversi saloni, venne raccontata per immagini la saga della famiglia Obizzi.
Il castello venne ampliato nel '600 da Pio Enea II, che aggiunse il Cortile dei Giganti e un piccolo teatro a sedici palchi, tra i primi teatri coperti del Veneto. Fu ulteriormente ingrandito nel '700 da Tommaso Obizzi, che realizzò una grande galleria adibita a museo, nella quale trovarono spazio le grandi e famose collezioni, tra le prime aperte al pubblico.
La famiglia Obizzi si estinse nel 1803 con il marchese Tommaso e il castello passò ai duchi di Modena e Reggio; sotto Francesco IV fu costruita l'ala visibile più in alto, detta "Castel Nuovo", per ospitare la visita degli imperatori Ferdinando I e Maria Anna di Savoia nel 1838. In seguito Francesco V e la moglie Adelgonda di Baviera trasferirono al castello l'intera corte estense in esilio da Modena. Essendo essi morti senza figli, il Catajo passò all'arciduca ereditario d'Austria Francesco Ferdinando, che qui si recava per le amate battute di caccia. Egli fu assassinato a Sarajevo nel 1914 (il fatto provocò lo scoppio della prima guerra mondiale) e il Catajo passò in proprietà all'ultimo imperatore d'Austria Carlo I e alla moglie Zita di Borbone Parma. Durante tali passaggi, l'armeria, tra le più ricche d'Europa, e le grandi raccolte di antichità, nelle quali era presente anche una porzione del fregio del Partenone, assieme ad una vasta collezione di strumenti musicali e quadri, furono trasferite rispettivamente nel castello di Konopiště, all'Hofburg e al Kunsthistorisches Museum di Vienna.
Dopo la prima guerra mondiale, il Catajo fu assegnato come riparazione dei danni di guerra al governo italiano; nel 1929 esso lo vendette alla famiglia Dalla Francesca, che lo trasformò in un'azienda agricola per la coltivazione del tabacco, in attività fino agli anni '70 del '900.
Il castello venne aperto per la prima volta al pubblico nel 1994.
Nel 2016 il castello è stato acquistato da Sergio Cervellin; cominciano in quest'anno i primi lavori di restauro, con l'obiettivo di riportare il castello al suo originario splendore.
Nel 2018 è stato completato il restauro del Cortile dei Giganti, grande spazio di accesso monumentale al castello, dove sono stati riportati alla luce gli affreschi originali del '600 opera di Pietro Antonio Cerva e Ippolito Ghirlanda che erano stati coperti nel XIX secolo. La superficie di apparato pittorico esterno ritrovato è tra le più importanti rinvenute negli ultimi decenni in Veneto.

## Descrizione

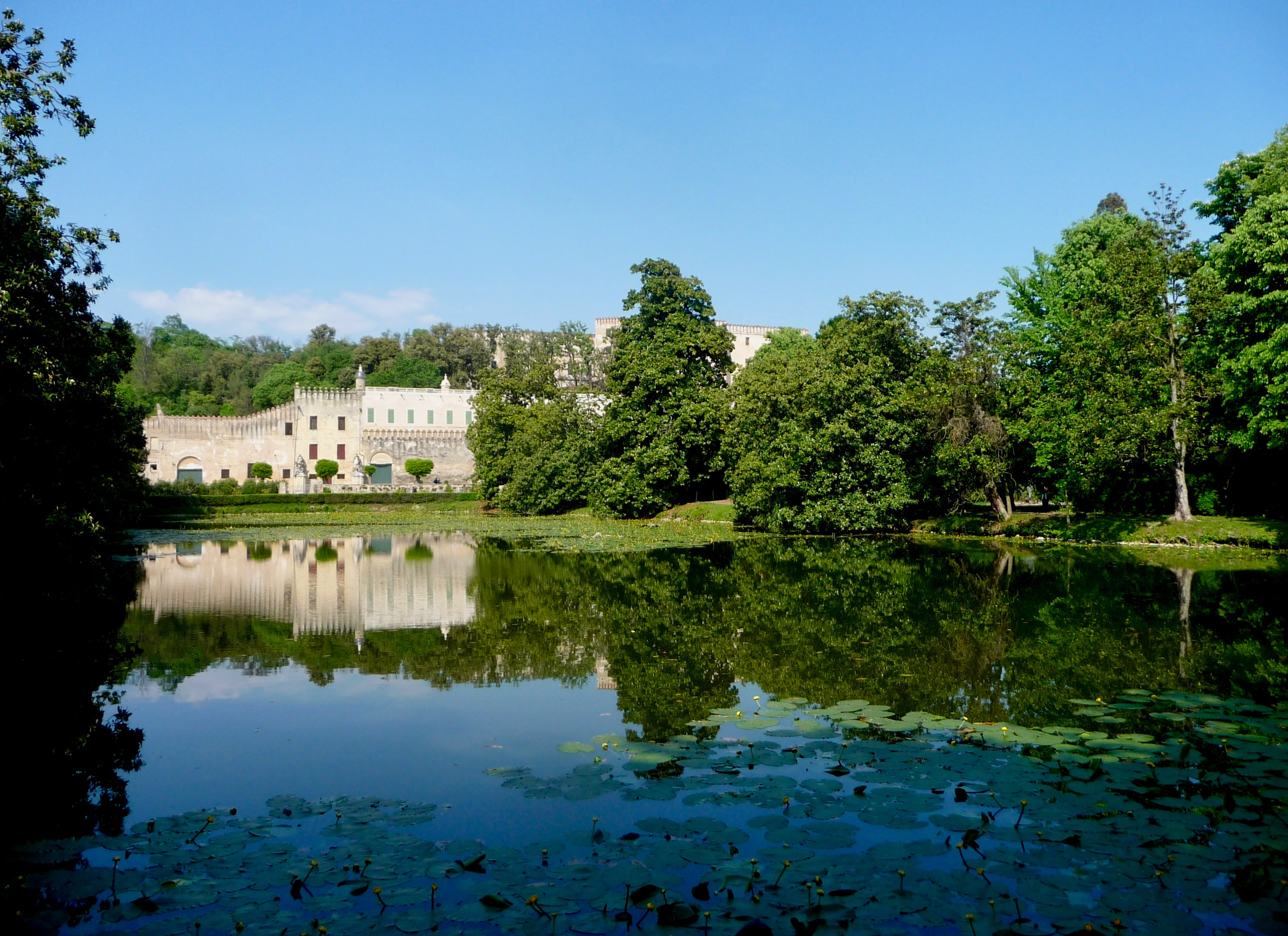
Veduta del parco.

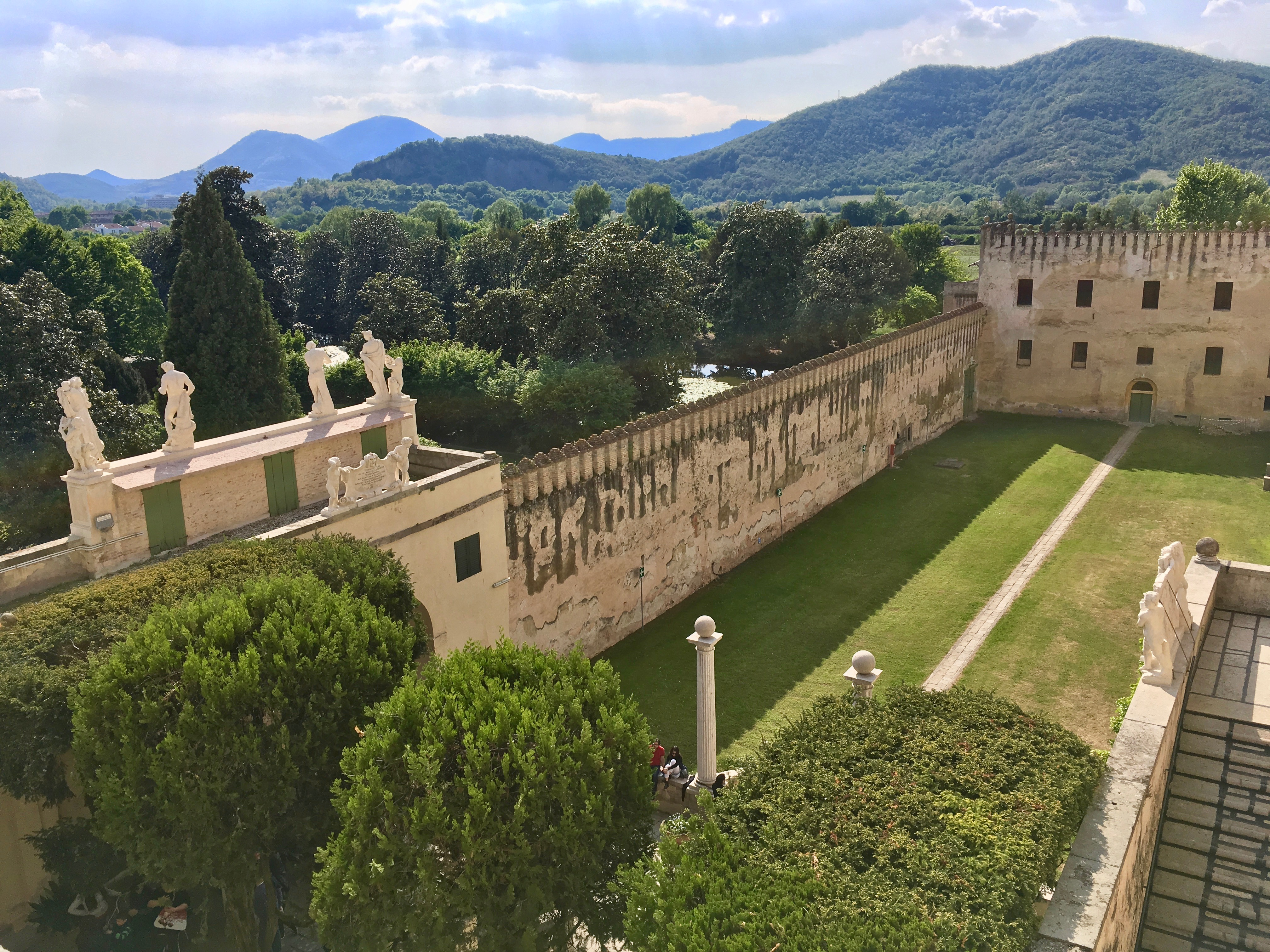
Il Cortile dei Giganti.

Dal portale d'ingresso, trasformato in arco di trionfo da Tommaso Obizzi, si accede al Cortile dei Giganti, che fu spesso utilizzato per rappresentazioni teatrali (molto amate dagli Obizzi) e per tornei, anche di tipo acquatico, poiché la parte bassa poteva essere allagata.
Tra le altre fontane, di fronte all'ingresso, si nota la "fontana dell'Elefante", fatta erigere da Pio Enea II Obizzi nella seconda metà del XVII secolo, nella quale si mescolano reminiscenze mitologiche (Bacco) e gusto per l'esotico.
Da qui iniziano le scale esterne, costruite in modo che vi si potesse salire a cavallo. La scala interna mostra l'appoggio della costruzione sulla viva roccia del colle (trachite dei Colli Euganei).
Il piano nobile conserva uno dei più importanti esempi di pittura autocelebrativa del nord Italia, opera di Giovanni Battista Zelotti. Si entra nel grande salone affrescato, al fondo del quale spicca l'albero genealogico della famiglia Obizzi, dal capostipite Obicio I fino al costruttore del castello Pio Enea I. Sulle pareti sono dipinte varie battaglie, terrestri e navali: sono illustrate le crociate, cui parteciparono i membri della famiglia, arricchite da didascalie in italiano e in latino.

Sul soffitto sono rappresentate le tre forme di governo: "La Democrazia" (Roma), "L'Aristocrazia" (Venezia), "La Monarchia" (Religione); attorno alla prima sono le cause della sua caduta ("Avarizia" e "Discordia"), mentre Venezia ha con sé la "Prudenza", l'"Occasione", la "Concordia" e la "Pace" ed, infine, attorno alla Monarchia stanno la "Felicità" e la "Buona Fortuna", la "Clemenza" e l'"Ardire".
Sullo stesso piano sono presenti altre cinque stanze affrescate, ancora con raffigurazioni delle vicende e le gesta della famiglia, ingentilite, nei soffitti e nei sovrapporta, da varie allegorie.
All'interno del castello è presente anche un'insolita cappella gentilizia di gusto neogotico, realizzata nel 1838 per la visita degli imperatori d'Austria, costruita interamente in legno, dipinto di sgargianti colori e con dorature.
Al castello è conservata anche la "pietra insanguinata" che ricorda l'assassinio di Lucrezia Obizzi, uno dei più cruenti casi di cronaca nera del '600 veneto. La leggenda delle apparizioni del suo fantasma è da sempre legata al castello.
Dal grande salone si può accedere alle terrazze, dalla quale si gode di uno splendido panorama sui colli Euganei, sui vari giardini di cui è ricco il complesso e sul parco; in esso si notano la peschiera e numerose piante secolari di sequoia e magnolia, che sono le prime importate in Europa dall'America. Nel Giardino delle Delizie è stato ripristinato nel 2017 l'antico roseto che vanta una collezione di rose antiche dal XVI al XX secolo.